# Bojano (Polen)
Bojano (deutsch Bojahn, kaschubisch Bòjano) ist ein kaschubisches Dorf mit 4123 Einwohnern (2022) in der polnischen Woiwodschaft Pommern. Es gehört zur Gmina Szemud (Landgemeinde Schönwalde) im Powiat Wejherowski (Neustädter Kreis).

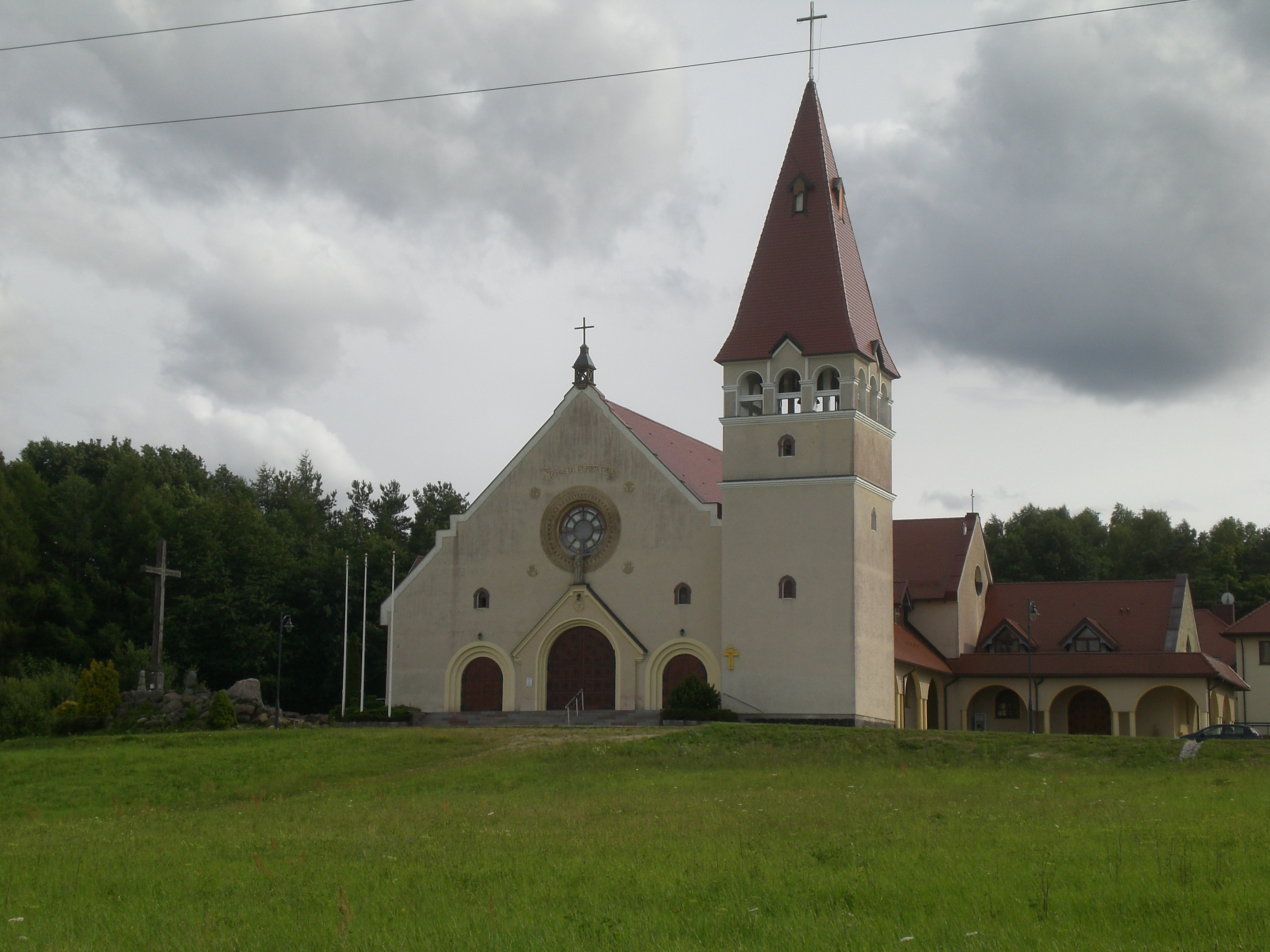
St. Hedwigskirche in Bojahn

## Geographische Lage
Das Dorf liegt im ehemaligen Westpreußen, etwa zehn Kilometer östlich von Schönwalde und elf Kilometer südwestlich der Stadt Gdingen.

## Geschichte
Das Bojahn-Gebiet war wahrscheinlich bereits im Mesolithikum (8400–4200 v. Chr.) und mit Sicherheit im Neolithikum (4200–1700 v. Chr.) besiedelt. Das Vorkommen einer Bevölkerung der Kugelamphorenkultur (2700–2000 v. Chr.) im Bojahn-Gebiet kann mit hoher Wahrscheinlichkeit nachgewiesen werden. Hier wurden Steinplatten eines megalithischen Grabes gefunden. Auch ein flaches Gräberfeld der ostpommerschen (kaschubischen) Lausitzer Kulturgruppe aus der Zeit um 1000 v. Chr. und bis zu 4 Fundstellen der ostpommerschen Kultur (500–125 v. Chr.) wurden hier entdeckt. Im Jahr 1891 wurde im Dorf ein Schatz entdeckt, der aus schönen Epauletten, einem Bronzeschaft und Nadeln bestand. Auch zahlreiche Kistengräber mit Gesichtsaschenbechern und Bronzeschmuck sind bekannt.
Reiche Siedlungsspuren in der Umgebung von Bojahn stammen ebenfalls aus dem Mittelalter. Die älteste schriftliche Quelle über Bojahn stammt aus dem Jahr 1311. In einer Urkunde aus dieser Zeit und einer weiteren aus dem Jahr 1402 wird der Name des Dorfes als Bojan erwähnt. Zu Beginn des 14. Jahrhunderts war Bojahn ein Pachtendorf und gehörte zum ordentlichen Forstbezirk (1311). Im Jahr 1340 und im 15. Jahrhundert unterlag das Dorf dem polnischen Recht. Im 15. Jahrhundert hatte es 15 Höfe. Später wurde es auf Magdeburger Recht umgestellt und von einem Vogt verwaltet. Neben dem Gut des Dorfvorstehers bestand das Dorf aus einem Dutzend Bauernhöfen. Im Jahr 1472 gehörten die Einkünfte von Bojahn dem Sekretär der Stadt Danzig, Jan Lindow, und dem Ratsherrn Jerzy Bock. In einer Liste aus dem Jahr 1570 werden wieder 15 Bauernhöfe im Dorf Bojan genannt, außerdem ein Gasthaus, ein Gärtner und ein Köhler. Der damalige Pächter von Bojan war Ludwik Wenden. Am Katzfließ, der durch Bojahn fließt, gab es eine Reihe von Mühlen. Im Jahr 1438 wird erwähnt, dass in der nicht existierenden Siedlung Schoenfliss „seit Jahrhunderten“ eine Wassermühle existierte. Leider ist der Standort dieser Siedlung sowie der Mühle selbst bisher unbekannt.
Das königliche Dorf Bojahn befand sich in der zweiten Hälfte des 16. Jahrhunderts im Danziger Kreis der Woiwodschaft Pommerellen.
In der Zwischenkriegszeit in der Zweiten Republik Polen. Von 1939 bis 1945 stand es unter der Besatzung des Deutschen Reiches. Im Jahr 1942 gab die deutsche Verwaltung dem Dorf den neuen Namen Blücherode. Bei archäologischen Untersuchungen im Dorf (im nordöstlichen Teil) wurde ein Überbleibsel eines Schießstandes aus dem Zweiten Weltkrieg mit 7,62 × 25 mm (Typ Tokariew) Munitionshülsen entdeckt.
Zwischen 1975 und 1998 gehörte das Dorf verwaltungstechnisch zur Woiwodschaft Danzig (Gdańsk).